# Tsundere, Heidegger, and Me
Tsundere, Heidegger, and Me és una novel·la lleugera de Junji Hotta que és protagonitzat per una sèrie de filòsofs (Descartes, Berkeley, Hume, Hegel, Descartes, Kant i Nietzsche) amb forma de xiques que estan a un col·legi. El personatge protagonista és reencarnat com una estudiant d'institut de secundària després d'un accident fatal i és convocat pels 7 personatges per a lliçons secretes de després de classe. Fou publicada el 2011 i té set capítols.

## Personatges
- Protagonista
- Descartes
- Berkeley
- Hume
- Hegel
- Descartes
- Kant
- Nietzsche[2]